# ボリス・ピリニャーク
ボリス・アンドレーヴィチ・ピリニャーク（ロシア語:  Бори́с Андре́евич Пильня́к, ラテン文字転写: Boris Andreyevich Pilnyak, 1894年10月11日〈ユリウス暦9月29日〉 - 1938年4月21日）は、ロシア帝国・ソビエト連邦の小説家。ヴォルガ・ドイツ系ロシア人。本姓はヴォーガウ（ロシア語: Вога́у, ラテン文字転写: Vogau）。
モスクワ近郊に生まれる。1920年代のロシア・アヴァンギャルドの代表的な作家とされる。海外訪問も頻繁におこない、日本にも1926年、1932年と2度訪れている。それを口実に「日本のスパイ」とされ、銃殺された。
宮本百合子の『道標』にも、彼をモデルとした作家が登場するが、百合子をモデルにした主人公に言い寄ろうとする存在として描かれている。

## 生涯
モスクワ近郊の古都モジャイスクで生まれる。父は医者で、エカチェリーナ2世の統治下で定着したヴォルガ・ドイツ人の農民の子孫である。母はサラトフの古い商家の出身。9歳から文筆に興味を持ち、初期の段階でアンドレイ・ベールイ、アレクセイ・レミゾフ、およびエヴゲーニイ・ザミャーチンから影響を受ける。
スターリン批判後の1960年代後半から1970年代にかけてソ連で再評価が進んだ。1956年に名誉回復されていたが、著作が出版されたのは1975年になってからだった。

## 影響
ピリニャークは一般に1920年代の最も偉大なロシアの小説家と見なされており、マクシム・ゴーリキーに次いで当時二番目に読まれた作家であった。そのモダニズム的文体は、ロシアのみならず、多くのユーゴスラビアの作家にも影響を与えた。その中で特に有名な作家にダニロ・キシュ、ドゥブラヴカ・ウグレシィチ、ミオドラグ・ブラトビッチ（Miodrag Bulatović）などが居る。ダニロ・キシュは、ユーリイ・オレーシャやイサーク・バーベリなど共に深い影響を受け、愛好したロシアの作家として、ピルニャークをしばしば引用していた。

## 日本語訳一覧
- 『裸の年』（富士辰馬訳、社会小説叢書：新潮社、1926年）
- 『イワン・ダ・マリヤ』（尾瀬敬止訳、海外文学新選：新潮社、1925年）
- 『彼等が生活の一年』（平岡雅英訳、海外文学新選：新潮社、1926年）
- 『日本印象記　日本の太陽の根蔕』（井田孝平・小島修一訳、原始社、1927年）
- 『ピリニャアク短篇集　ソヰエエト・ロシヤ文芸叢書』（米川正夫訳、原始社、1928年）
- 『北極の記録 他2編』（米川正夫訳、世界名作文庫：春陽堂、1932年／復刻：ゆまに書房、2009年）
- 『消されない月の話』（米川正夫訳、世界名作文庫：春陽堂、1932年）
- 『ヴォルガはカスピ海に注ぐ　ロシア五ケ年計画の小説』（外川曠訳、先進社、1932年）
- 『O・K』（原子林二郎訳、鱒書房、1941年）
- 『機械と狼』（川端香男里、工藤正廣訳、20世紀のロシア小説 第8巻：白水社、1973年）
  - 改訳版『機械と狼』（未知谷、2010年）